# Dajana Achmetwalijewa
Dajana Achmetwalijewa (kasachisch Даяна Ахметвалиева; * 21. Dezember 1997) ist eine kasachische Skispringerin und Nordische Kombiniererin.

## Werdegang

### Skispringen
Achmetwalijewa, die für den Almaty Skiclub startet, gab ihr internationales Debüt im September 2015 in Râșnov. Nach dem Start bei zwei FIS-Rennen startete sie im Rahmen des FIS Cup und belegte als 13. und 15. zweimal eine Platzierung in den Punkterängen. Fünf Monate später war sie als Teilnehmerin für die Nordischen Junioren-Skiweltmeisterschaften 2016 an gleicher Stelle gemeldet, ging jedoch nicht an den Start. Im Oktober des gleichen Jahres startete sie erneut in Râșnov und erreichte als Siebente und Achte zwei Top-10-Platzierungen.
Bei der Winter-Universiade 2017 in ihrer Heimatstadt Almaty konnte Achmetwalijewa im Einzel auf Rang 12 springen, bevor sie gemeinsam mit Sergei Tkatschenko im Mixed-Doppel-Wettbewerb auf Platz acht landete. Zwei Wochen später gehörte sie zur kasachischen Mannschaft bei den Nordischen Skiweltmeisterschaften 2017 in Lahti. Nachdem sie im Einzel als 38. und Letzte der Qualifikation den Wettbewerb nur knapp verpasste, startete sie mit der Mannschaft im Mixed-Teamwettbewerb. Gemeinsam mit Ilja Kratow, Walentina Sderschikowa und Alexei Koroljow erreichte sie dabei jedoch auch nur den 14. und damit letzten Platz.
Im Dezember 2018 war Achmetwalijewa noch einmal für zwei Springen im FIS Cup gemeldet, ging jedoch in Park City nicht an den Start.

### Nordische Kombination
Achmetwalijewa startete am 10. März 2018 erstmals im Continental Cup der Nordischen Kombination. In der Saison 2017/18 war sie damit als eine der ersten weiblichen Kombiniererinnen in der damals höchsten Wettkampfserie aktiv. Mit zwei 13. Plätzen in Nischni Tagil sammelte sie erste Continental-Cup-Punkte und erreichte am Ende der Saison damit Rang 44 der Gesamtwertung. Im Sommer startete sie in Oberwiesenthal bei zwei Wettbewerben im Rahmen des Grand Prix der Nordischen Kombination 2018. Nachdem sie bereits im ersten Rennen Zehnte von nur elf Starterinnen wurde, gingen im zweiten Rennen nur insgesamt zehn Athleten an den Start, wobei Achmetwalijewa hier den letzten Platz erreichte. Im Rahmen des Continental Cup der Nordischen Kombination 2018/19 startete Achmetwalijewa in Steamboat Springs erneut zu zwei Wettbewerben. Es waren die einzigen beiden Wettbewerbe der Saison, die sie bestritt und so beendete Achmetwalijewa die Saison als 44. der Gesamtwertung.

## Statistik

### Skispringen

#### FIS-Cup-Platzierungen
| Saison  | Platz | Punkte |
| ------- | ----- | ------ |
| 2015/16 | 46.   | 36     |
| 2016/17 | 38.   | 68     |

### Nordische Kombination

#### Grand-Prix-Platzierungen
| Saison | Platz | Punkte |
| ------ | ----- | ------ |
| 2018   | 10.   | 52     |

#### Continental-Cup-Platzierungen
| Saison  | Platz | Punkte |
| ------- | ----- | ------ |
| 2017/18 | 18.   | 40     |
| 2018/19 | 34.   | 44     |
| 2019/20 | 34.   | 29     |

## Privates
Achmetwalijewa lebt in Almaty.